# 명성황후 암살 미수 사건
명성황후 암살 미수 사건(明成皇后 暗殺未遂 事件)은 1895년(고종 32년) 7월 조선의 정치인 박영효 등 급진개화파 일부가 명성황후를 비밀리에 암살하려던 사건이었다. 그러나 유길준의 사전 누설로 미수에 끝났다. 박영효의 왕비 암살 미수를 폭로한 유길준은 이미 흥선대원군, 이준용 일파와 함께 별도로 명성황후 암살(을미사변)을 기도하고 있었다.
암살 미수가 실패한 뒤 박영효 등은 일본으로 망명하였고, 흥선대원군 일파와 유길준 일파는 그해 8월 일본 낭인들과 손잡고 명성황후를 제거한다.

## 배경
1895년 4월 왕비 민씨는 청나라와 시모노세키 조약을 맺어 요동 반도를 할양받고 조선에서의 우세를 확인한 일본은 대원군을 퇴진시키는 한편 사임했던 김홍집을 7월에 다시 총리대신으로 앞세워 연립 내각을 구성하는 한편, 의정부의 명칭도 내각으로 바꾸고 일본인 고문관을 두어 내정 간섭을 강화했다. 그러나 일본은 러시아, 독일, 프랑스의 압박으로 요동 반도를 다시 청나라에게 돌려주었는데, 정세를 탐지한 명성황후는 러시아를 통해 일본을 몰아내려하였다. 명성황후는 김홍집 내각을 축출하고, 박정양을 내각총리대신으로 임명하였다.
한편 군국기무처 설치 이후 이들은 고종을 견제하여 고종은 한 가지 일도 단독으로 결정할 수 없었다. 명성황후는 이를 분하게 여겨 점차로 군권(軍權)의 회복도 겸할 목적으로 러시아와 결탁 하게 되었다.
한편 명성황후는 1894년 여름부터 급진개화파를 사살할 계획을 세운다. 유길준은 명성황후를 "세계에서 가장 나쁜 여성"이라고 혹평하였으며 미국인 은사 모스에게 보내는 편지에 명성황후의 개화당 살해 계획을 폭로하였다. 편지 본문에서 유길준은 민비가 도움을 청하기 위해 러시아 공사와 비밀 접촉하고, 1894년 가을 개화당 모두를 살해하려는 계획을 꾸미다가 대원군에게 발각되었다고 밝혔다. 왕비의 급진개화파 살해 기도를 접한 개화파는 개혁정책 외에도 자신의 신변을 걱정하게 되었다.
이에 유길준은 이후 흥선대원군은 일본공사 오카모토 류노스케와 협의 끝에 일본인들로부터 약간의 도움을 얻어 그녀를 죽이기로 결정하였다고 진술하였다. 훗날 을미사변이 성공한 뒤에 유길준이 보낸 편지에 의하면 유길준은 명성황후 암살은 실행되었지만 흥선대원군이 명성황후 암살 문제를 일본공사와 협의하고 일본측에 약간의 도움을 요청한 것은 큰 실수였다고 지적하였다. 그러나 유길준은 '도움을 얻기 위해서는 달리 방법이 없었다.'는 의견도 덧붙였다.

### 명성황후의 박영효 제거 기도
김홍집 일파는 1894년 6월 소위 개혁을 주창하는 일본당이라는 사람들과 같이 갑오개혁 이래 조정에 뿌리내리고 있었으며, 박영효 일파는 박영효를 일본당의 영수로 세워 조정을 장악하려 했다. 박영효는 일본과 거리를 두었지만 박영효의 측근들은 그를 일본파의 지도자로 세우려 계획한다.
그러나 조정 전체의 각 정파들이 김홍집 일파의 세에 미치지 못하고, 이노우에 가오루 공사가 잠시 일본으로 귀국한 참이어서 지원 세력을 얻지 못했다. 명성황후는 이 틈을 타 개화파 제거를 획책한다.
윤효정에 의하면 "이때 민비는 박영효를 이용해 민씨 일파를 반대하는 일본당을 동시에 쓸어 버리고 러시아의 세력을 확실하게 끌어들인 후에 박영효까지 제거할 계획을 가지고 있었다." 한다. 이는 그대로 박영효의 귀에 들어갔고 박영효는 왕비 암살을 계획한다.

## 경과
1895년(고종 32년) 7월 박영효가 왕비를 암살할 계획을 세운다. 개화 이후로 고종은 밖으로는 일본의 견제를 받고 안으로는 군국기무처가 마음대로 하여 고종은 한 가지 일도 단독으로 결정할 수 없었다. 명성황후는 이를 분하게 여겨 점차로 군권(軍權)을 회복하기를 계획하여 러시아와 결탁하니, 박영효는 이를 우려하였다. 명성황후는 군국기무처의 일부 급진개화파가 독단하는 것을 두려워하였고 이들의 정책을 뒤엎을 기회를 찾았다. 이때 박영효는 단독으로 계략을 세워 왕비 암살을 계획하였다.

### 누설 과정
박영효는 왕후의 권모와 계략을 두려워 하여 암살을 감행하지 않으면 화근을 근절 할 수 없다고 생각하고, 1895년 7월 마침내 날짜를
잡아 계책을 정하고 일본에 병력을 요청하였다. 그는 유길준이 자기 와 친근 하다고 여겨 가만히 뜻을 알렸다. 흥선대원군 일파가 왕비 암살을 기도하고 있다는 사실을 접하고 당황했던 박영효는 유길준 등도 가담했다는 사실을 알고 자신을 지지해줄 것으로 확신하였다. 그런데 유길준은 바로 박영효의 왕비암살 계획을 임금에게 밀고했다. 고종은 궁궐의 방비를 강화하였고 흥선대원군 계열 외에도 급진개화파에 대한 경계심을 강화한다.
7월 5일 신응희, 이규완, 우범선 세 사람은 박영효와 상의하여 왕궁 수비 교체를 구실삼아 실력 행사로 대세를 만회하려 했다. 그들은 7월 5일 한강에서 뱃놀이를 하며 은밀히 계획을 짜고, 그 다음 날인 7월 6일 거사를 실행에 옮기기로 했다. 그런데 일본인 사사키(佐佐木某)가 그 내용을 상세히 탐지해 한재익(韓在翼)에게 필담으로 누설시켰다.
한재익은 사사키와의 필담을 적은 종이 수첩을 가지고 특진관 심상훈에게 급히 보고했고, 심상훈은 7월 6일 입궐해 고종에게 이 사실을 아뢰었다. 고종은 그날 밤 전 총리대신 김홍집을 대궐로 불러들여 지시를 내렸다.

### 보고와 체포령
7월 6일 고종은 김홍집에게 박영효 일파 체포령을 내린다.
| “ | 내가 박영효가 갑신정변 때의 일을 상소한 뜻을 헤아려 용서할 바가 있다 하여 그 죄를 묻지 않고, 특별히 높고 중요한 자리에 앉혔다. 그래서 충성을 다하며 속죄하게 했더니, 오늘날 거꾸로 역모를 꾸몄다가 발각되었구나. | ” |

고종은 즉시 "법부는 실상을 철저하게 조사하여 엄히 죄를 다스리도록 하라."고 지시했다. 이때 경무사는 이윤용이었다. 고종은 박영효를 비밀리에 잡아들이라고 이윤용에게 명했다. 경무사 이윤용의 집은 지난 날 안경수가 살던 재동의 소위 왜송박이 집이었고, 내부대신 박영효의 집은 소안동이었다. 두 집의 대문은 재동과 안동으로 났으나, 뒤로는 두 집안의 정자가 담장 하나를 사이에 두고 이웃해 있었다.
이윤용은 박영효를 잡아들이라는 임금의 명령을 받고 즉시 대궐을 물러 나와 집으로 돌아와서 몰래 뒷담 쪽으로 이웃인 박영효를 물러냈다. 그리고는 오늘 밤으로 그를 잡아들일 것이라는 사실을 말해 주고, 빨리 도망쳐 큰 화를 면하라고 재촉했다. 윤효정은 이를 듣고 '박영효는 즉각 법망에서 벗어나는 행운을 얻게 되었다.'고 하였다.

## 결과
7월 7일 아침 이윤용은 경무청 경관들에게 비밀리에 박영효를 잡아오라는 명령을 내렸다. 경무청 관리가 박영효의 집 대문 앞에 다다랐을 때는 박영효는 이미 한강을 통행하는 작은 증기선에 올라 행주산성 밑으로 돌아 인천으로 향하는 중이었다. 신응희, 이규완 등도 함께 박영효의 뒤를 따랐다.
박영효는 유길준에 의해 일이 누설된 것을 알고 양복으로 바꿔 입고 일본인의 호위를 받아 도성 을 빠져 나와 용산에서 기선 을 타고 도주한 것이다. 그의 일당 신응희(申應熙), 이규완 등도 따라 도주하였다. 박영효의 명성황후 암살 음모를 폭로한 유길준은 그무렵 따로 대원군과 이준용의 왕비 암살 모의에 가담한 상태였다.
이미 흥선대원군과 이준용 등은 사전에 일본공사관과 모의하여 왕비 암살계획을 진행하였고, 그 다음달 일본 낭인이 제물포항에 도착하자 유길준, 이준용 등의 협력과 우범선, 이두황, 이주회, 이진호, 구연수 등이 이끄는 조선인 병력이 일본 낭인들의 길안내를 하여 왕궁까지 잠입한다. 이들은 왕비를 찾았고, 상궁복장으로 변장하고 숨어있던 왕비는 왕비를 곁에서 모시던 일본인 여자들 혹은 조선인 병사들이 지목하여 정체가 탄로남으로써 암살된다. 이를 을미사변이라 한다.

## 같이 보기
- 을미사변
- 을미개혁
- 갑오경장
- 군국기무처
- 박영효
- 유길준